# Decumano Superiore (Napulj)
Decumano ili Decumanus Superiore bila je jedna od tri glavne ceste istok-zapad (decumanusa) u starorimskom gradu Napulju.
Ova ulica je gornja (superiore) i najsjevernija od triju decumanusa, ili ulica istok-zapad, mreže izvornog grčko-rimskog grada Neapolisa. Središnji glavni Decumanus Maggiore sada je Via dei Tribunali; dok je najjužniji ili niži Decumanus Inferiore sada Spaccanapoli. Tri dekumanusa bila su (i još uvijek jesu) ispresijecana brojnim križnim ulicama koje su se protezale sjever-jug zvane cardini, zajedno tvoreći mrežu drevnog grada.

## Građevine
Decumanus Superiore sada se sastoji od via della Sapienza i via dell'Anticaglia, te via Santi Apostoli. Među zgradama i palačama na cesti su:
- Crkva Santa Maria della Sapienza
- Palazzo Bonifacio i Regina Coeli
- Crkva Santa Maria Regina Coeli
- Palazzo Pisanelli
- Crkva Santa Maria di Gerusalemme
- Ospedale degli Incurabili
- Rimsko kazalište u Neapolisu
- Palazzo Caracciolo di Avellino
- Crkva San Giuseppe dei Ruffi
- Palazzo archivescovile
- Crkva Santa Maria Donnaregina Nuova
- Crkva Santa Maria Ancillarum
- Crkva Santi Apostoli
- Crkva Svete Sofije

Druga dva dekumana su bliže obali: Decumano Maggiore (Via dei Tribunali) i Decumano Inferiore (Spaccanapoli), također postoje u nekom obliku, uglavnom kao uske ulice.

## Vanjske poveznice
|  | Zajednički poslužitelj ima još gradiva o temi Decumano Superiore (Napulj) |